# Wes Craven
Wesley Earl "Wes" Craven (født 2. august 1939 i Cleveland, Ohio, USA, død 30. august 2015) var en amerikansk filminstruktør, manuskriptforfatter, producer og skuespiller, bedst kendt for sine mange horrorfilm, især Nightmare on Elm Street-serien, om den forbrændte barnemorder Freddy Krueger, og Scream-serien, hvor personerne er bevidste om den filmgenre, de selv medvirker i.
Wes Craven døde efter en længere tids kræftsygdom i hjernen.

## Filmografi (som instruktør)
- The Last House on the Left (1972)
- The Hills Have Eyes (1977)
- The Evolution of Snuff (1978)
- Stranger in Our House (1978) (tv)
- Deadly Blessing (1981)
- Swamp Thing (1982)
- A Nightmare on Elm Street (1984)
- Invitation to Hell (1984) (tv)
- The Hills Have Eyes Part II (1985)
- Chiller (1985) (tv)
- Deadly Friend (1986)
- Casebusters (1986) (tv)
- The Serpent and the Rainbow (1988)
- Shocker (1989)
- Night Visions (1990) (tv)
- The People Under the Stairs (1991)
- New Nightmare (1994)
- Vampire in Brooklyn (1995)
- Scream (1996)
- Scream 2 (1997)
- Music of the Heart (1999)
- Scream 3 (2000)
- Red Eye (2005)
- Cursed (2005)
- Paris, je t'aime (2006) (afsnittet Père-Lachaise)
- My Soul to Take (2009)
- Scream 4 (2011)